# Jan Hemming
Jan Hemming (* 1967 in Darmstadt) ist ein deutscher Musikwissenschaftler und Professor an der Universität Kassel.

## Biografie
Hemming studierte Musikwissenschaft, Philosophie und Physik an der Johann Wolfgang Goethe-Universität Frankfurt am Main und an der TU Berlin von 1989 bis 1995. Nach seinem Studium war er von 1997 bis 2000 wissenschaftlicher Mitarbeiter der Universität Bremen, wo er im Kontext des Backdoor-Projekts bei Günter Kleinen im Jahr 2000 zum Thema „Begabung und Selbstkonzept – Eine qualitative Studie unter semiprofessionellen Musikern in Rock und Pop“ promovierte. Von 2000 bis 2005 war er Assistent für Systematische Musikwissenschaft an der Martin-Luther-Universität Halle-Wittenberg. Seit 2005 ist Hemming Professor für Systematische Musikwissenschaft an der Universität Kassel. Hemmings Arbeitsschwerpunkte sind Musikpsychologie und Musiksoziologie, Popmusikforschung, Medien und Technik, Musikästhetik des 20./21. Jahrhunderts, Cultural und Gender Studies und fachpolitische Ausrichtung der Musikwissenschaft.

## Lehre und Forschung

### Musikpsychologie und -soziologie
Hemming bedient sich eines breiten methodischen Spektrums. Beispiele für den Einsatz qualitativer empirischer Verfahren sind Entwicklungsverläufe auf dem Weg zum semiprofessionellen Musiker in Rock und Pop (Dissertation), die „Phänomenologie des Ohrwurms“ oder das Erleben des eigenen Konzertes. Beispiele für den Einsatz quantitativer empirischer Verfahren sind Forschungen zur 'Blue Note' oder die Replikation einer Studie von Holbrook & Schindler zur Herausbildung musikalischer Präferenzen im Lebensverlauf.

### Cultural und Gender Studies
Hemming ist Mitherausgeber eines Sammelbandes zu Gender Studies und Musik. In diesem Themenkontext beschäftigt er sich z. B. mit dem Verhältnis von Musik und Körper. In kulturwissenschaftlicher Hinsicht ist Hemming vor allem durch die semiotische Herangehensweise und die dazugehörige Pionierarbeit von Philip Tagg geprägt, welche eine präzise Analyse des Verhältnisses der Eigenschaften bzw. der Struktur kultureller Objekte und der dazugehörigen Bedeutungen ermöglicht.

### Popularmusikforschung
In der Popularmusikforschung verbinden sich soziologische, kulturkritische und semiotische Ansätze. Gleichzeitig ist Hemming bestrebt, neben kulturtheoretischen Ansätzen verstärkt auch empirische Verfahren in der Popularmusikforschung zu etablieren.

### Medien und Technik
Im Alter von 16 Jahren publizierte Hemming in der Computerzeitschrift „Genie Data“ erste Artikel, z. B. zur Programmierung in Maschinensprache. Seine Neigung zu Computern und Technik übt einen beständigen Einfluss auf Forschung und Lehre aus. So führte Hemming bereits 1999 ein Online-Seminar (simultan an drei Universitätsstandorten) durch. In der Forschung eingesetzt werden das Continuous Response Digital Interface (etwa zur Effizienz verschiedener Hörstrategien) oder selbstgebaute Nasenmikrofone (zur individuellen Intonationsmessung in Vokalensembles). Darüber hinaus reflektiert Hemming in verschiedenen Aufsätzen den Einfluss digitaler Technologien auf die Musikindustrie, zuletzt zum Thema Blockchain.

### Musikästhetik des 20./21. Jahrhunderts
Eine erste Auseinandersetzung mit der Ästhetik zeitgenössischer Kunstmusik erfolgte in Hemmings Magisterarbeit zu Brian Ferneyhough.  Danach beschäftigte er sich zum Beispiel mit dem Potenzial des Begriffs der „Musikalischen Erfahrung“. Gemeinsam mit dem Pianisten und Komponisten Andre von Melöchin prägte er den Begriff „Improkomposition“. Zu Hemmings Ansätzen zählen auch Sound Studies, etwa auf Weihnachtsmärkten, und die kritische Diskussion von Musik im öffentlichen Raum.

### Fachpolitische Ausrichtung der Musikwissenschaft
Gemeinsam mit Wolfgang Marx und Brigitte Markuse kritisierte Hemming in der Sample-Studie die methodisch konservative Ausrichtung der Musikwissenschaft und deren fast alleinigen Fokus auf Kunstmusik im Jahr 2000.  Seitdem setzt Hemming beständig fachpolitische Impulse, etwa zum Verhältnis von Interdisziplinarität und Transdisziplinarität  oder zu einem Verständnis von Musikgeschichtsschreibung als empirischer Forschung. Durch die Organisation nationaler und internationaler Tagungen, als Sprecher der Fachgruppe Systematische Musikwissenschaft (2008–2016), als ehemaliges Beiratsmitglied oder als amtierender Schatzmeister der Gesellschaft für Musikforschung ist er auch institutionell engagiert.

## Publikationen
- Verzeichnis der Publikationen von Jan Hemming